# 1678

## Родени
- 4 март – Антонио Вивалди, италиански композитор
- 26 юли – Йозеф I, Свещен римски император, крал на Бохемия, Хърватия и Унгария

## Починали
- 18 октомври – Якоб Йорданс, фламандски художник
- 19 октомври – Самуел ван Хоогстратен, нидерландски художник
- 20 ноември – Карел Дюжарден, нидерландски художник